# بیسبال در المپیک تابستانی ۱۹۸۴
بیسبال در بازی‌های المپیک تابستانی ۱۹۸۴ نام رویداد ورزش بیسبال در بازی‌های المپیک تابستانی بود که در سال ۱۹۸۴ برگزار شد.